# فیفتی سنت: نسل جدید
فیفتی سنت: نسل جدید عنوان یکی از فیلم‌های امینم است که وی در آن در نقش خودش ظاهر شد.